# 崔宗堯
崔宗堯（1512年—？），字汝钦，號辛橋，山西長治縣人，明朝政治人物，同進士出身。

## 生平
山西鄉試第五十八名，嘉靖三十二年（1553年）癸丑科進士。與族叔崔大德為同榜進士。都察院观政，同年任順天府固安縣知縣。迁徐州判官，升推官，升四川潼川知州，卒于官。

## 家族
曾祖崔鑑；祖父崔友能；父崔朝佐，教諭。母王氏；繼母原氏。弟崔宗孔。